# Duminica neagră (film din 1960)
Duminica neagră (titlu original: La maschera del demonio) este un film italian gotic de groază din 1960 regizat de Mario Bava (debut regizoral).  Rolurile principale au fost interpretate de actorii  Barbara Steele, John Richardson, Andrea Checchi, Ivo Garrani, Arturo Dominici și Enrico Oliveri. Scenariul este scris de Mario Bava pe baza unei povestiri din 1835, „Vii” de Nikolai Gogol.

## Distribuție
Distribuția filmului conform Mario Bava - All the Colors of the Dark și Italian Gothic Horror Films, 1957-1969.
- Barbara Steele - Asa Vajda/Katia Vajda
- John Richardson - Dr. Andrej Gorobec (Dr. Andreas Gorobec in the AIP dub)
- Andrea Checchi - Dr. Choma Kruvajan (Dr. Thomas Kruvajan)
- Ivo Garrani - Prince Vajda
- Arturo Dominici - Igor Javutich (Javuto)
- Enrico Olivieri - Constantine Vajda
- Tino Bianchi - Ivan, the Vajdas' Manservant
- Antonio Pierfederici - Priest
- Clara Bindi - Innkeeper
- Mario Passante - Nikita, the Coachman
- Renato Terra - Boris, the Vajdas' Stableman
- Germana Dominici - Sonya, the Innkeeper's Daughter